# Reprezentacja Południowej Afryki w rugby union mężczyzn
Springboks (afr. Springbokke) – reprezentacja rugby union, biorąca udział w imieniu Południowej Afryki w meczach i międzynarodowych turniejach. Jest najbardziej utytułowaną drużyną Afryki. Springbokke zdobywali czterokrotnie puchar świata (1995, 2007, 2019 i 2023) oraz pięć razy wygrywali The Rugby Championship.

## Udział w międzynarodowych turniejach

### Puchar Świata
| 1987 | Niedopuszczona z powodu apartheidu | Niedopuszczona z powodu apartheidu |
| 1991 | Niedopuszczona z powodu apartheidu | Niedopuszczona z powodu apartheidu |
| 1995 | Gospodarz                          | Mistrzostwo                        |
| 1999 | Awans                              | III miejsce                        |
| 2003 | Awans                              | Ćwierćfinał                        |
| 2007 | Awans                              | Mistrzostwo                        |
| 2011 | Awans                              | Ćwierćfinał                        |
| 2015 | Awans                              | III miejsce                        |
| 2019 | Awans                              | Mistrzostwo                        |
| 2023 | Awans                              | Mistrzostwo                        |

### Rugby Championship
| Udział w Rugby Championship | Udział w Rugby Championship | Udział w Rugby Championship | Udział w Rugby Championship | Udział w Rugby Championship | Udział w Rugby Championship | Udział w Rugby Championship | Udział w Rugby Championship | Udział w Rugby Championship |
| Rok                         | Wynik                       | M                           | Z                           | R                           | P                           | +                           | –                           | +/−                         |
| --------------------------- | --------------------------- | --------------------------- | --------------------------- | --------------------------- | --------------------------- | --------------------------- | --------------------------- | --------------------------- |
| 1996                        | II miejsce                  | 4                           | 1                           | 0                           | 3                           | 70                          | 84                          | −14                         |
| 1997                        | II miejsce                  | 4                           | 1                           | 0                           | 3                           | 148                         | 144                         | 4                           |
| 1998                        | Mistrzostwo                 | 4                           | 4                           | 0                           | 0                           | 80                          | 54                          | 26                          |
| 1999                        | III miejsce                 | 4                           | 1                           | 0                           | 3                           | 34                          | 103                         | −69                         |
| 2000                        | III miejsce                 | 4                           | 1                           | 0                           | 3                           | 82                          | 110                         | −28                         |
| 2001                        | III miejsce                 | 4                           | 1                           | 1                           | 2                           | 52                          | 67                          | −15                         |
| 2002                        | III miejsce                 | 4                           | 1                           | 0                           | 3                           | 103                         | 140                         | −37                         |
| 2003                        | III miejsce                 | 4                           | 1                           | 0                           | 3                           | 62                          | 122                         | −60                         |
| 2004                        | Mistrzostwo                 | 4                           | 2                           | 0                           | 2                           | 110                         | 98                          | 12                          |
| 2005                        | II miejsce                  | 4                           | 3                           | 0                           | 1                           | 93                          | 82                          | 11                          |
| 2006                        | III miejsce                 | 6                           | 2                           | 0                           | 4                           | 106                         | 185                         | −79                         |
| 2007                        | III miejsce                 | 4                           | 1                           | 0                           | 3                           | 66                          | 103                         | −37                         |
| 2008                        | III miejsce                 | 6                           | 2                           | 0                           | 4                           | 115                         | 117                         | −2                          |
| 2009                        | Mistrzostwo                 | 6                           | 5                           | 0                           | 1                           | 158                         | 130                         | 28                          |
| 2010                        | III miejsce                 | 6                           | 1                           | 0                           | 5                           | 147                         | 194                         | −47                         |
| 2011                        | III miejsce                 | 4                           | 1                           | 0                           | 3                           | 54                          | 98                          | −44                         |
| 2012                        | III miejsce                 | 6                           | 2                           | 1                           | 3                           | 120                         | 109                         | 11                          |
| 2013                        | II miejsce                  | 6                           | 4                           | 0                           | 2                           | 203                         | 117                         | 86                          |
| 2014                        | II miejsce                  | 6                           | 4                           | 0                           | 2                           | 134                         | 110                         | 24                          |
| 2015                        | IV miejsce                  | 3                           | 0                           | 0                           | 3                           | 65                          | 88                          | −23                         |
| 2016                        | III miejsce                 | 6                           | 2                           | 0                           | 4                           | 117                         | 180                         | -63                         |
| 2017                        | III miejsce                 | 6                           | 2                           | 2                           | 2                           | 152                         | 170                         | -18                         |
| 2018                        | II miejsce                  | 6                           | 3                           | 0                           | 3                           | 160                         | 154                         | +6                          |
| 2019                        | Mistrzostwo                 | 3                           | 2                           | 1                           | 0                           | 97                          | 46                          | +51                         |

## Stroje

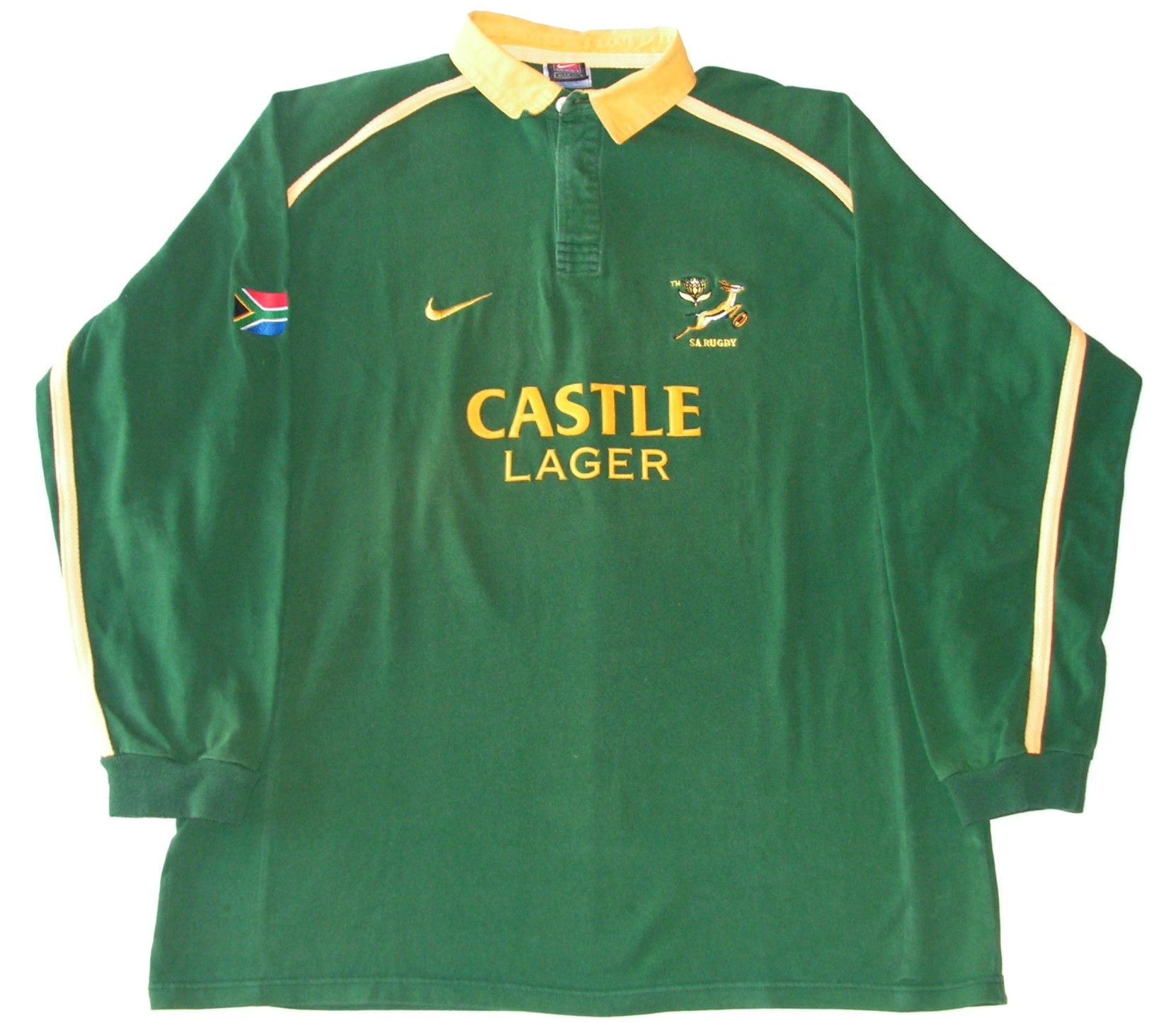
Koszulka Springboks z 2002 roku.

Podstawowy strój reprezentacji RPA składa się z zielonej koszulki z żółtymi wypustkami, białych spodenek oraz zielonych getrów. Symbolem reprezentacji jest umieszczone na lewej piersi koszulek logo krajowego związku, skocznik antylopi (springbok).
| Okres       | Producenci | Sponsorzy    |
| ----------- | ---------- | ------------ |
| 1996–1999   | Nike       | Brak         |
| 2000–2003   | Nike       | Castle Lager |
| 2004        | Brak       | Castle Lager |
| 2004        | Canterbury | Castle Lager |
| 2004–2010   | Canterbury | SASOL        |
| 2011 – 2013 | Canterbury | Absa         |
| 2014–nadal  | ASICS      | Absa         |

## Trenerzy
Rola i tytuł selekcjonera Springbokke pojawiła się oficjalnie pierwszy raz podczas tournée All Blacks po RPA w 1949. Poniższa tabela przedstawia wszystkich trenerów od tournée z 1949.
| Imię i nazwisko   | Kadencja              | % wygranych |
| ----------------- | --------------------- | ----------- |
| Danie Craven      | 1949–1956             | 74%         |
| Basil Kenyon      | 1958                  | 0%          |
| Hennie Muller     | 1960–1961, 1963, 1965 | 44%         |
| Boy Louw          | 1960–1961, 1965       | 67%         |
| Izak van Heerden  | 1962                  | 75%         |
| Felix du Plessis  | 1964                  | 100%        |
| Ian Kirkpatrick   | 1967, 1974            | 60%         |
| Avril Malan       | 1969–1970             | 50%         |
| Johan Claassen    | 1964, 1970–1974       | 50%         |
| Nelie Smith       | 1980–1981             | 80%         |
| Cecil Moss        | 1982–1989             | 83%         |
| John Williams     | 1992                  | 20%         |
| Ian McIntosh      | 1993–1994             | 33%         |
| Kitch Christie    | 1994–1996             | 100%        |
| Andre Markgraaff  | 1996                  | 61%         |
| Carel du Plessis  | 1997                  | 37%         |
| Nick Mallett      | 1997–2000             | 71%         |
| Harry Viljoen     | 2000–2002             | 53%         |
| Rudolph Straeuli  | 2002–2003             | 52%         |
| Jake White        | 2004–2007             | 67%         |
| Peter de Villiers | 2008–2011             | 62,5%       |
| Heyneke Meyer     | 2012–2015             | 67%         |
| Allister Coetzee  | 2016–2018             | 47%         |
| Rassie Erasmus    | 2018–                 |             |